# José Alexandre Alves Lindo
José Alexandre Alves Lindo (Santo André, 15 agosto 1973) è un ex calciatore brasiliano, di ruolo centrocampista.